# Henryk Butkiewicz
Henryk Butkiewicz (ur. 1889, zm. 27 lipca 1962 w Warszawie) – polski przedsiębiorca, legionista, dziennikarz i wydawca.

## Życiorys
Pracę dziennikarską rozpoczął w 1911, w Kurierze Lwowskim. W 1922 był współzałożycielem koncernu Prasa Polska S.A. (Dom Prasy S.A.). Pierwszym wysokonakładowym tytułem, ukazującym się w latach 1922–1939 był Express Poranny kierowany przez Zygmunta Augustyńskiego. Koncern w latach 1925–1939 wydawał również bulwarowy dziennik Kurier Czerwony, na którego czele stał sam Henryk Butkiewicz.
Sympatie polityczne Butkiewicza były związane z obozem Józefa Piłsudskiego, co odzwierciedlało się na łamach prorządowego Kuriera Czerwonego. Ten fakt stał się powodem odejścia Zygmunta Augustyńskiego w 1931. Butkiewicz był także jednym z organizatorów Obozu Zjednoczenia Narodowego (OZN). W czasie wojny przebywał we Francji, skąd do kraju powrócił w 1945 roku. Po wojnie współpracował ze Spółdzielnią Wydawniczą Czytelnik, a także z kilkoma czasopismami: Kobieta i Życie, Przyjaciółka, Stolica i Nasza Ojczyzna.
Był mężem Lucyny z Wiłuckich (1899–1983). Ich syn Jerzy (1921–1943) został zamordowany w Auschwitz.
Zmarł w Warszawie. Pochowany na cmentarzu Powązkowskim (kwatera 26-3-20).

## Ordery i odznaczenia
- Krzyż Oficerski Orderu Odrodzenia Polski (27 listopada 1929)[2]